# Le Personnel
Pour plus de détails, voir Fiche technique et Distribution.
Le Personnel (Personel) est un téléfilm polonais, premier long métrage réalisé par Krzysztof Kieślowski, sorti en 1976.

## Synopsis
Romek Januchta est un jeune homme honnête fasciné par l'art. Engagé comme tailleur dans une compagnie de théâtre à Varsovie, il connaît bientôt une désillusion en découvrant les coulisses : les jalousies, la corruption, les disputes, la vindicte. Sowa, un autre tailleur, est renvoyé après les plaintes d'un acteur insatisfait de son costume. Romek a la possibilité de dénoncer cet acteur.

## Fiche technique
- Titre : Le Personnel
- Titre original : Personel
- Réalisation : Krzysztof Kieślowski
- Scénario : Krzysztof Kieślowski
- Société de Production : Studio Filmowe TOR
- Photographie : Witold Stok
- Montage : Lidia Zonn
- Costumes : Izabella Konarzewska
- Pays d'origine :  Pologne
- Genre : drame
- Durée : 66 minutes
- Date de sortie : 
  - Pologne : 13 janvier 1976

## Distribution
- Juliusz Machulski − Romek Januchta
- Irena Lorentowicz
- Włodzimierz Boruński
- Michał Tarkowski
- Tomasz Lengren
- Andrzej Siedlecki − son propre rôle
- Tomasz Zygadło
- Krystyna Wachelko
- Janusz Skalski
- Helena Kowalczykowa

- Edward Ciosek
- Waldemar Karst
- Wilhelm Klonowski
- Mieczysław Kobek
- Ludwik Mika
- Henryk Sawicki
- Krzysztof Sitarski
- Janusz Skalski
- Jan Toronczak
- Jan Zieliński

## Récompenses
- Festival international du film de Mannheim-Heidelberg 1975
  - Grand Prix
- Festival du film polonais de Gdynia 1976
  - Prix de la critique (catégorie film de télévision)
  - Lion d'argent (catégorie film de télévision)